# アンザック入江

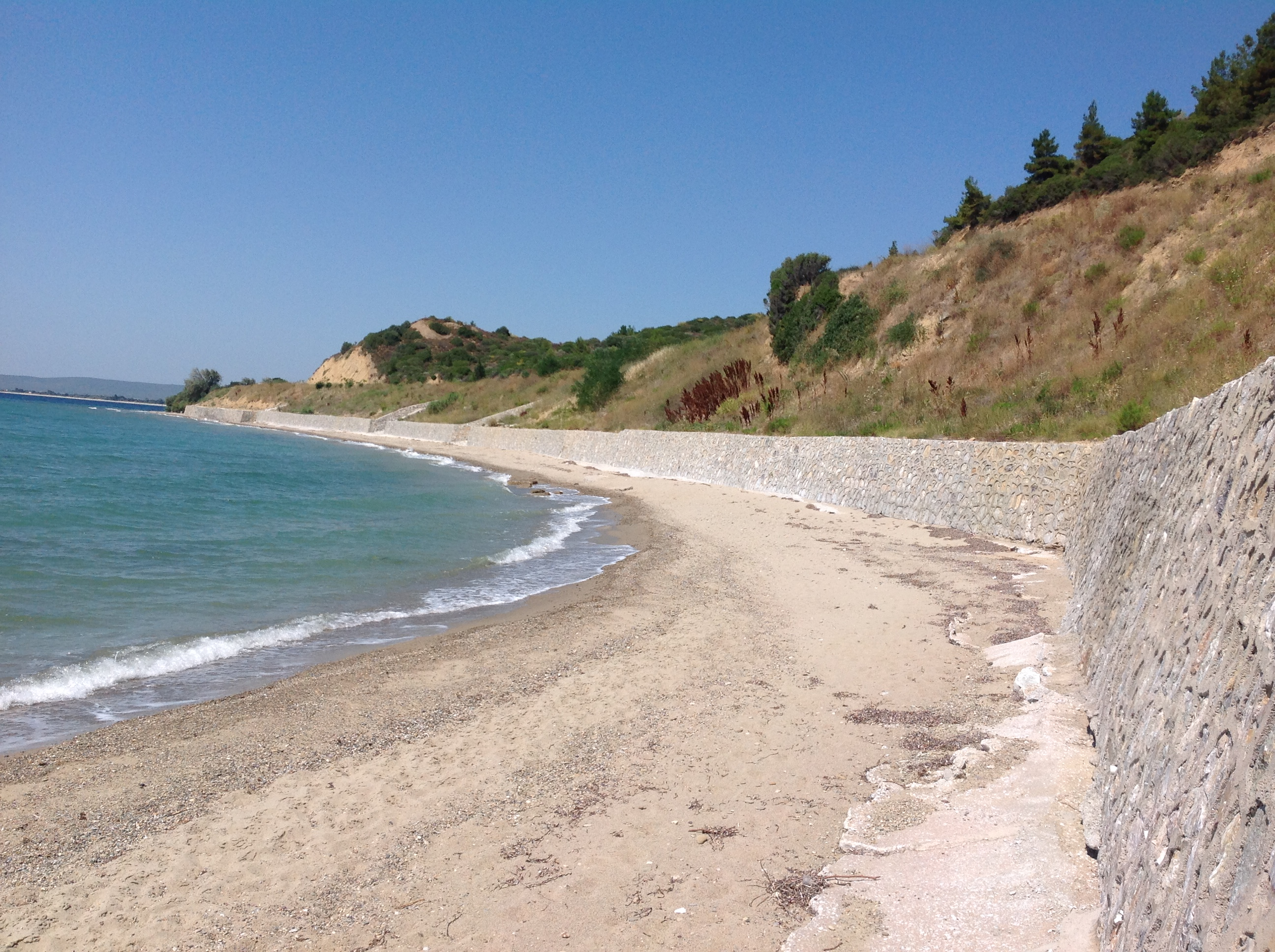
現在のアンザック入江の真ん中あたりから北を望む。

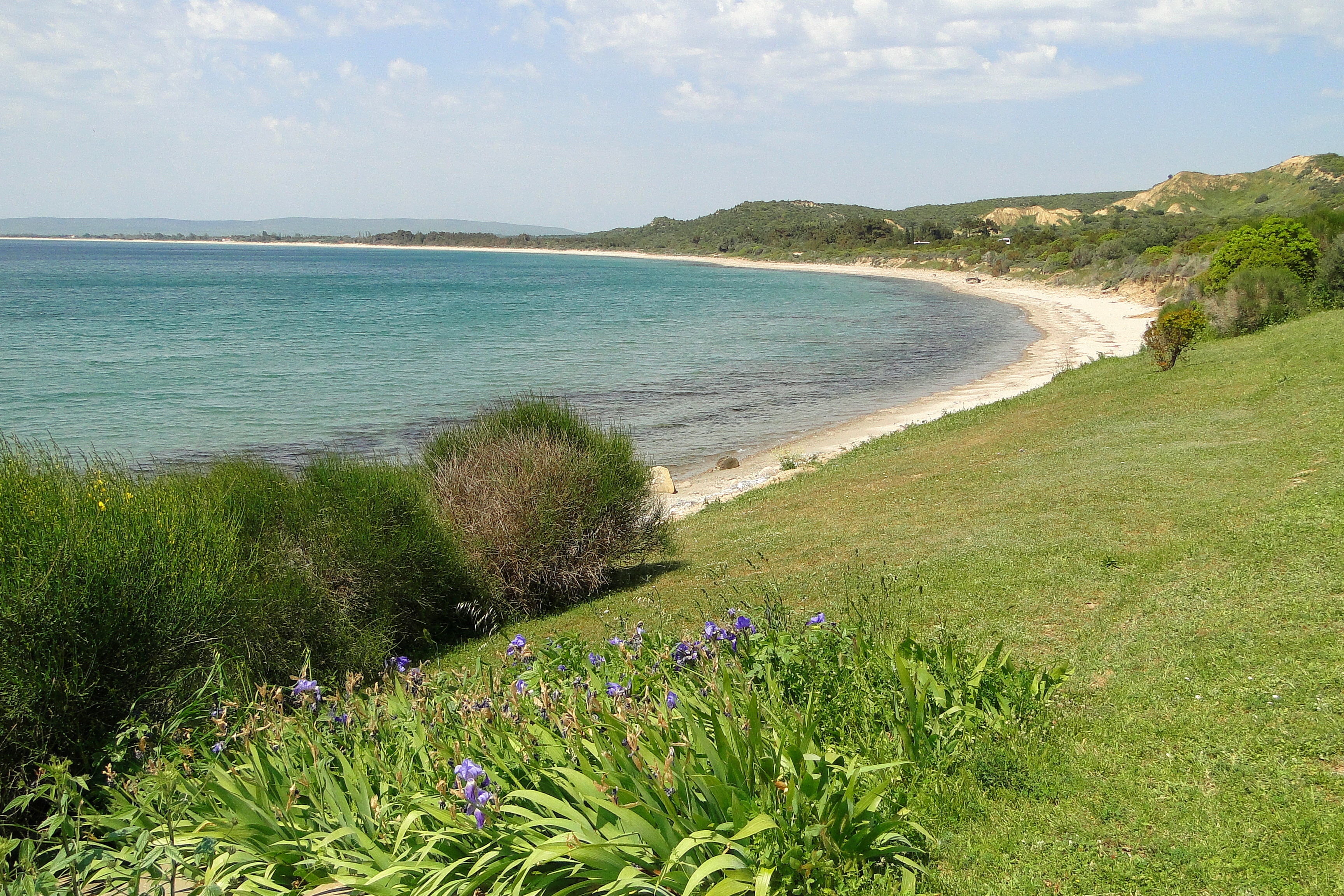
アンザック入江の南端より北端を望む。

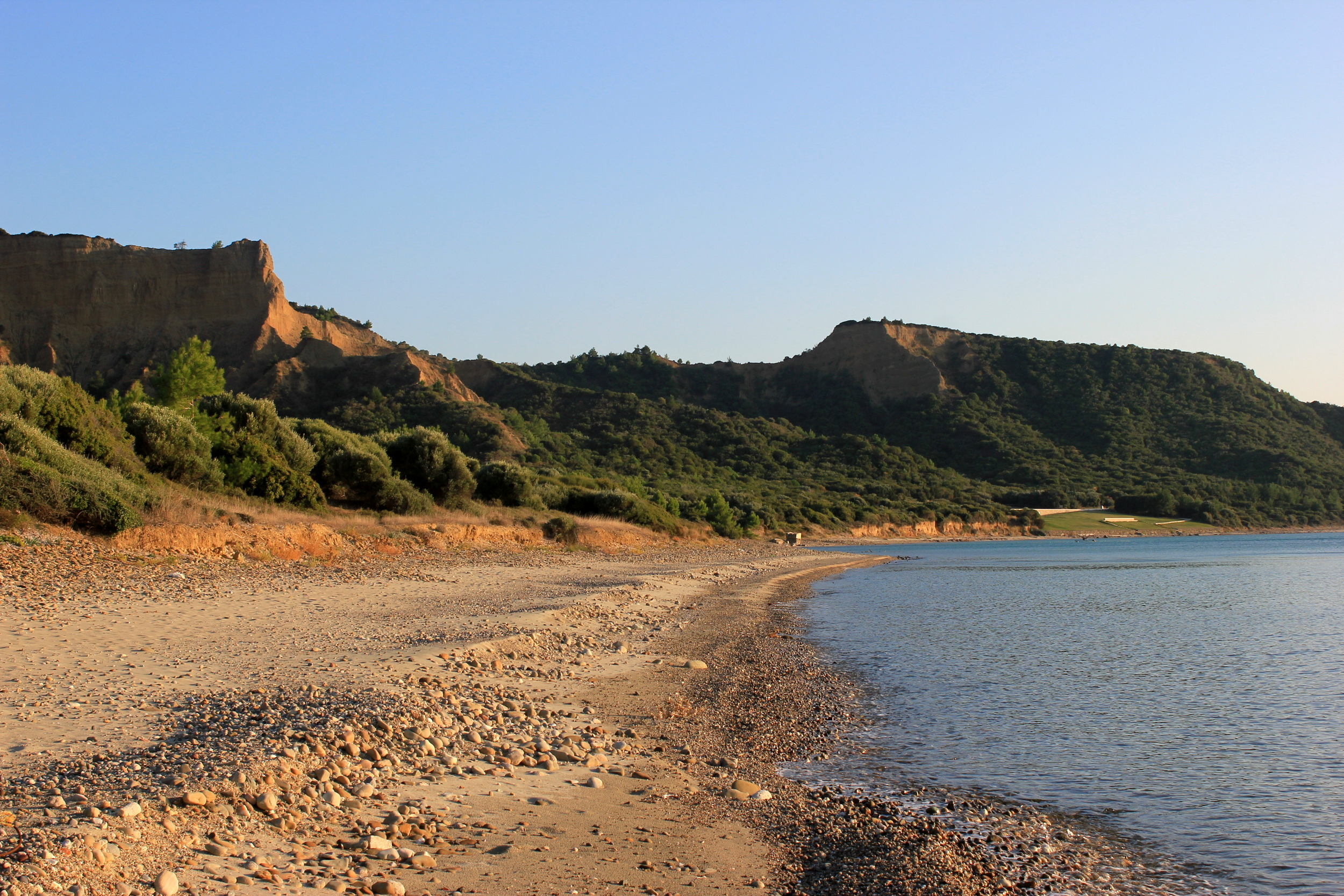
「スフィンクス」の岩を背景に見るノースビーチ。

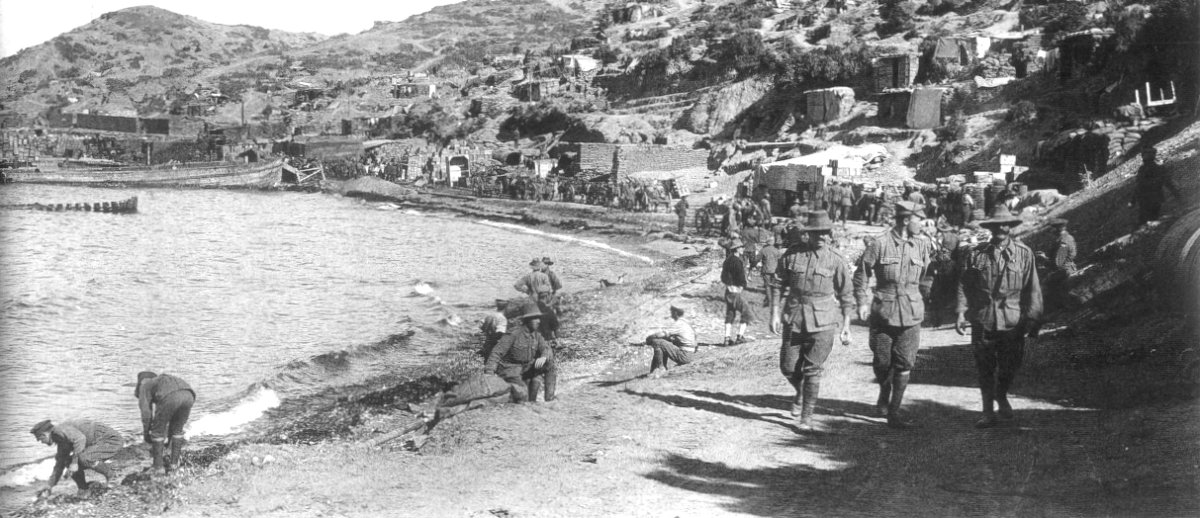
第一次世界大戦時にアンザック入江に上陸したオーストラリア・ニュージーランド軍団（ANZAC）、1915年。

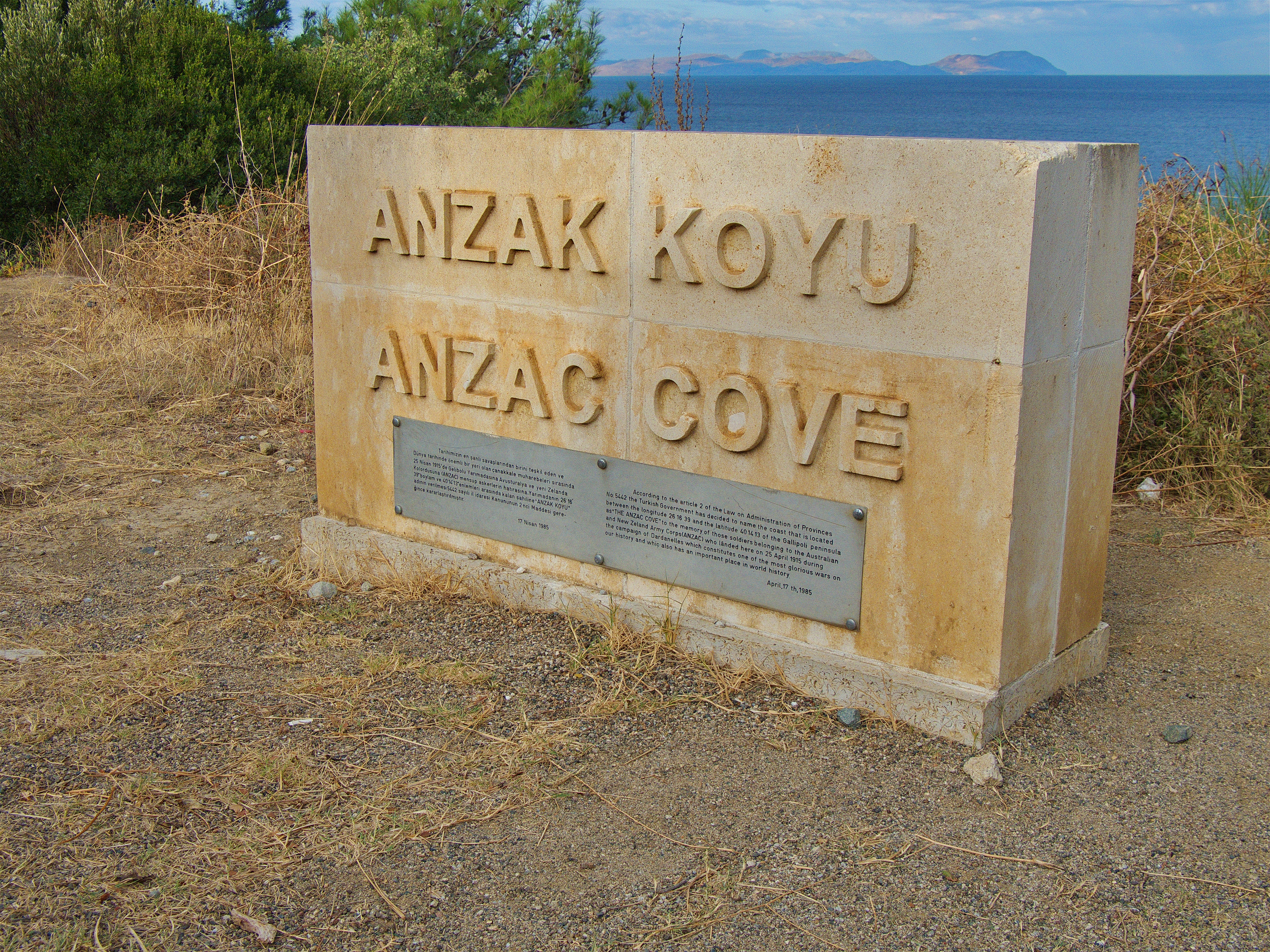
「アンザック入江」を示す標識、トルコ語（上）と英語（下）。

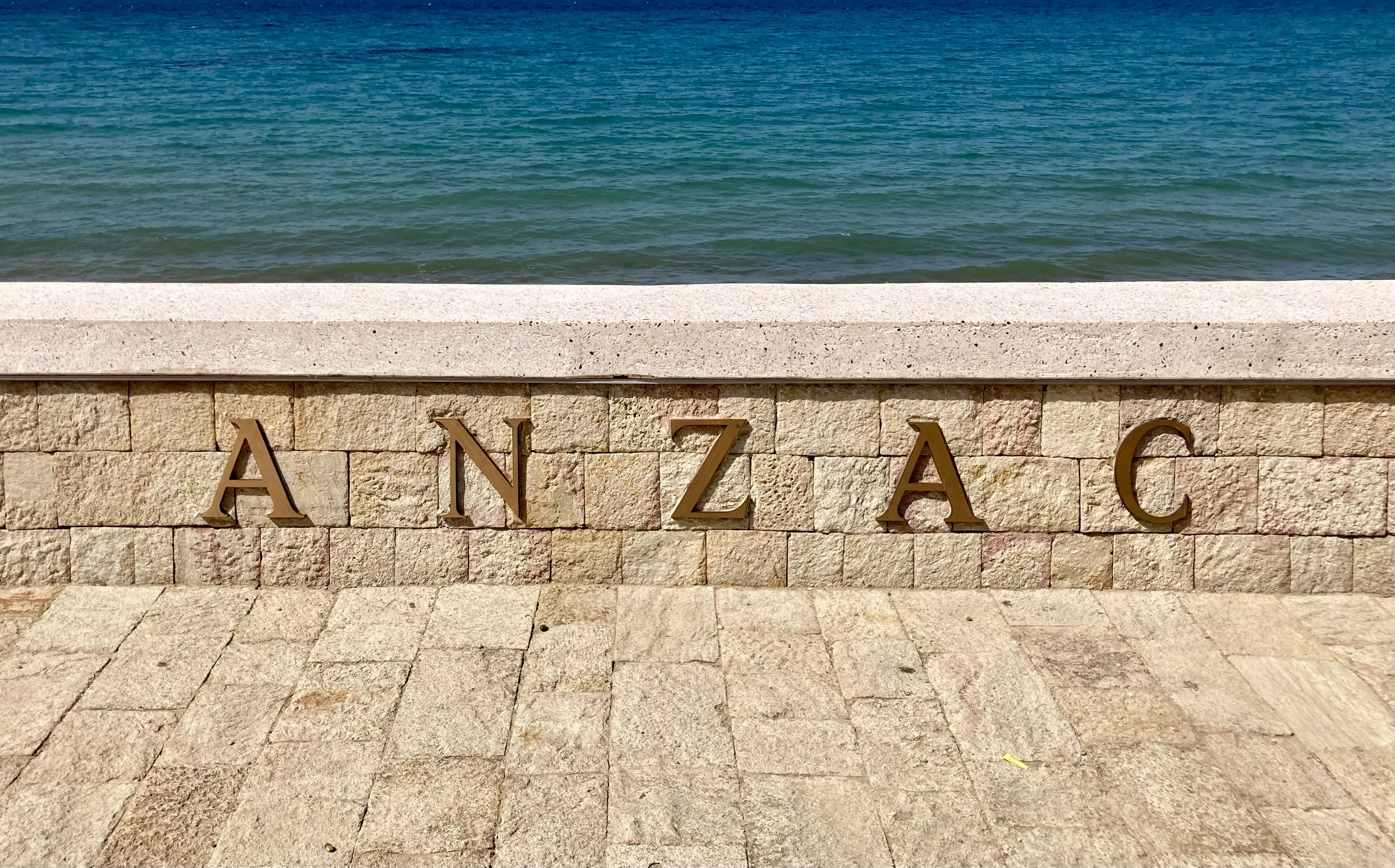
アンザック記念地。

アンザック入江（アンザックいりえ、土: Anzak Koyu、英: ANZAC Cove）はトルコのガリポリ半島にある小さな入江である。第一次世界大戦中のガリポリの戦いの際、アンザック軍がこの入江に上陸したことで有名である。長さ600メートルの入江は、北側をアリブルヌの丘に囲まれている。上陸作戦の後、この入江の奥の海岸はアンザック軍の主な拠点となった。1985年4月25日のアンザックの日に、トルコ政府はアンザック入江という名称を正式に承認した。

## ガリポリの戦い、1915 -1916年
敵地に上陸したアンザック軍の第一の目的は、橋頭堡を確保することだった。橋頭堡とは敵の攻撃から守られた安全な海岸地帯で、物資や補充兵士を安全に上陸させることができる場所である。アンザック入江は常に最前線から1キロメートル（3,300 フィート）以内にあり、オスマン帝国軍の砲撃の射程内に十分入っていたが、アリブルヌを見下ろすプラッゲ高原の高地からの尾根がいくらかの防御を提供していた。アンザック軍の司令官ウィリアム・バードウッド将軍は、ニュージーランド・オーストラリア師団とオーストラリア第1師団の司令官たちと同様、この入江を見下ろす峡谷に司令部を置いた。4月29日、バードウッド将軍は、2つの岬の間の当初の上陸地点を「アンザック入江」、それまで名前が付いていなかった彼の軍団が占領した周囲の地域を「アンザック」と呼ぶことを提言した。
海岸そのものが巨大な物資集積場となり、両端に1つずつ、2つの野戦病院が設立された。物資を陸揚げするために4つの浮き桟橋がすぐに建設されたが、後に7月に「ワトソン桟橋」として知られる恒久的な建造物に取って代わられた。艦隊との連絡を維持するために、最初は入江の南のブライトンビーチに、後にはアリブルヌの向こうのノースビーチに、海岸には3つの無線通信局が設置された。
入江は半島全体からの砲撃からは比較的守られていたが、チャナク要塞、そしてダーダネルス海峡に停泊していたトルコの戦艦トゥルグト・レイスとバルバロス・ハイレッディンが入江沖を砲撃し、南はガバ・テペから部分的に、北はスヴラ湾南端のニブルネシ岬からの完全に視界の中にあった。ニブルネシ岬はイギリス海軍の砲撃下にあったため、アンザックへの砲撃には一度も使用されなかった、「ビーチー・ビル」として知られるガバ・テペの隠蔽されたトルコ軍砲台は、常にアンザック軍に脅威を与えていた。
ビクター・レイドロー二等兵は、ビーチー・ビルがもたらす危険性について日記に次のように記している。
1915年8月31日：今日、ビーチー・ビルは海岸で多数の死者を出した。この砲で2,000人の死傷者が出た。

1915年9月2日：今朝、私は医務室に行き、その後、ハリーと一緒に配給品を取りに行き、同時に泳いだ。私たちが出てきたところで、ビーチー・ビルが榴散弾で発砲したので、私たちは全員急いで避難した。しかし、一人の哀れな犠牲者が心臓を貫通する一発を受け、即死した 。
砲撃やトルコ軍の狙撃にもかかわらず、アンザック入江は兵士たちに人気の海水浴場だった。アンザックでは、飲料に十分な水を供給するのに苦労し、洗濯に使える水はほとんどなかった。ほとんどの兵士は、このような贅沢を中断するくらいなら、激しい砲撃以外は我慢した。

## 記念行事

### 名称をトルコ政府が承認
1985年のアンザックの日に、「アンザック入江」という名称がトルコ政府によって正式に承認された。アンザックの日の夜明けの礼拝は、1999年まで入江の中にあるアリブルヌ墓地で行われていたが、参加者の増加により場所が手狭になった。2000年の礼拝に間に合わせるため、近くのノースビーチに「アンザック記念地」が建設された。
アンザック入江の海岸は長い年月の間に浸食によって劣化し、1915年12月のアンザック撤退直前にオーストラリア人技師によって開始されたカバテペからスヴラへの海岸道路の建設によって、ビーチはさらに削られ、険しい土の堤防に囲まれてしまった。海岸に入るには、英連邦戦没者墓地委員会の墓地が各岬にあり、アリブルヌ墓地とビーチ墓地を経由するしかなかった。
2003年、オーストラリア政府はアンザック入江をトルコの国家遺産リストに登録するようトルコと交渉していると発表した。しかし、ガリポリ半島はトルコ領であり、すでにトルコの国立公園制度で国立公園に指定されていることから、トルコ政府はこの要請を退けた。2004年、オーストラリアのダナ・ヴェイル退役軍人担当大臣は、トルコ当局に対し、この地域で道路工事を行うよう要請した。その結果、2005年、慰霊碑のバス駐車場を確保するために道路を拡幅しようとした結果、残っていた海岸の一部が覆われ、横断が不可能になった。また、プラッゲ高原に切り込みが入り、山頂とプラッゲ高原墓地への道が通れなくなった。2005年10月18日、ダナ・ヴェイル退役軍人担当連邦大臣は、ビクトリア州のモーニントン半島の端とトルコのアンザック入江との物理的な類似性は「気の遠くなるようなものだ」と述べ、オーストラリアに戦場を再現するよう求めた。